# 突击队员 (电影)
《魔鬼司令》（英語：Commando）是一部1985年美國動作驚悚片，由馬克·L·萊斯特執導，史蒂芬·德蘇薩撰寫劇本，阿诺德·施瓦辛格和瑞·道恩·瓊主演，其他主要演员还包括艾莉莎·米蘭諾、詹姆斯·奧森、丹·艾迪亞及維朗·威爾斯。电影的主体拍摄工作从1985年4月22日开始，一共进行了45天，主要拍摄地点集中在加利福尼亚州的洛杉矶周边。影片上映后商业上非常成功，以1000万美元的预算获得了超过5700万美元的票房收入。并获得了土星奖的最佳视觉效果奖提名，不过最终不敌詹姆斯·卡梅伦执导的《异形II》。电影在评论方面也还算成功，詹姆斯·霍纳谱写了电影的配乐。

## 剧情
约翰·马特里克斯（阿诺德·施瓦辛格饰）是三角洲部队的一位退役上校，他從自己在部队中的上司富兰克林·科比少将得知小队中的所有前战友都被一伙来历不明的雇佣兵所杀。他们接下来又偷袭了马特里克斯的家，绑架了他的女儿简妮。
原来这伙人以前也是三角洲部队成员，因为过于残暴而被开除出队伍后怀恨在心决心报复。幕后指使是南美的一位叫阿瑞斯的独裁统治者，绑架马特里克斯的女儿的目的是为了强逼他进行一场政治暗杀。当年马特里克斯曾在一次行动中将其推翻，因此深得该国现任总统的信任。阿瑞斯于是决定绑架马特里克斯的女儿来强迫他杀死现任总统，以便实际自己发动军事政变重夺天下的目标。由于女儿落入敌手，马特里克斯别无选择只能答应。
登上前往该国的飞机后，马特里克斯成功杀死了看守他的卫兵亨瑞克斯并在起飞時跳下了飞机。然后在一位非當班空姐辛迪的帮助下，他为了救回自己的女儿而向这夥惡徒全面开战。

## 演员
- 阿諾·史瓦辛格 飾 約翰·馬特里克斯上校（Col. John Matrix）
- 瑞·道恩·瓊（英语：Rae Dawn Chong） 飾 辛蒂（Cindy）
- 艾莉莎·米蘭諾 飾 珍妮·馬特里克斯（Jenny Matrix）
- 維朗·威爾斯（英语：Vernon Wells (actor)） 飾 班尼特上尉（Captain Bennett）
- 丹·艾迪亞（英语：Dan Hedaya） 飾 阿里烏斯（Arius）
- 詹姆斯·奧森（英语：James Olson (actor)） 飾 富蘭克林·柯比少將（Maj Gen. Franklin Kirby）
- 大衛·派屈克·凱利 飾 薩利（Sully）
- 比爾·杜克 飾 庫克（Cooke）

## 製作
本片的主體拍攝於1985年4月22日開始，於洛杉矶進行製作。

## 反响

### 票房
《突击队员》于1985年10月4日起在1495家电影院上映，首周即收入770万美元名列票房榜首位，最终美国本土票房成绩为3510万美元，其他国家上映则入账2239万1000美元，全球总票房为5749万1000美元。

### 专业评价
根据烂蕃茄上收集的32份专业评论文章，其中22份给出了“新鲜”的正面评价，“新鲜度”为69%，平均得分为6分。多位评论家赞赏了影片平易近人的幽默感和邪典经典的气质。

## 原声带
| 評論得分 | 評論得分 |
| 來源     | 評分     |
| -------- | -------- |
| Allmusic | link     |

Varèse Sarabande于2003年12月2日限量发行了3000张原声本片的原声带唱片。

### 曲目列表
1. Prologue/Main Title – 3:58
2. Ambush and Kidnapping – 2:35
3. Captured – 2:14
4. Surprise – 8:19
5. Sully Runs – 4:34
6. Moving Jenny – 3:44
7. Matrix Breaks In – 3:30
8. Infiltration, Showdown and Finale – 14:32

La-La Land唱片公司于2011年8月发行了詹姆斯·霍纳谱写配乐的限量版唱片，其中共有24段曲目，全长约62分钟。

## 重拍
2008年的俄罗斯电影《День Д》是《突击队员》的重拍片，该片由米克哈尔·波岑科夫（Mikhail Porechenkov）制片并执导。
2010年，福克斯娱乐集团宣布将重拍《突击队员》，大卫·阿耶可能会出任导演一职，萨姆·沃辛顿可能会出演男主角。